# 共同訴訟
共同訴訟（きょうどうそしょう）とは、民事訴訟において、一つの訴訟手続の当事者の一方または双方が複数いる訴訟形態をいう。訴えの主観的併合ともいい、多数当事者訴訟の一類型である。
これは、複数の関連する訴訟を同じ手続で審理することにより、弁論や証拠調べが重複することを避けられ、当事者や裁判所にとって時間的・金銭的な無駄が防げること（訴訟経済）、同一の手続で審理することで矛盾しない統一的な解決が図られることなどから、認められている。
共同訴訟は、通常共同訴訟と必要的共同訴訟に分けられる。
なお、共同訴訟において共同している一方当事者のことを共同訴訟人という。また、相原告（相被告）などという呼び方もある。
- 民事訴訟法は、以下で条数のみ記載する。

## 通常共同訴訟
本来は別個に提起されるべき請求であるが、各共同訴訟人と相手方との間の複数の請求に関連性がある場合に共同訴訟とすることが認められている訴訟形態（38条）。
複数の請求権に関連があるといえるのは、
- 訴訟の目的である権利または義務が数人について共通であるとき
- 訴訟の目的である権利または義務が同一の事実上および法律上の原因に基づくとき
- 訴訟の目的である権利または義務が同種であって、事実上および法律上同種の原因に基づくとき

の3つの場合である。
通常共同訴訟においては、原則として併合裁判籍が認められる。しかし権利義務同種または原因同種の場合については併合裁判籍が認められない（7条）。
別々に訴訟をすることができる請求であるから、各共同訴訟人は他の共同訴訟人に影響されること無く、独立して訴訟追行することが許される。これを、共同訴訟人独立の原則という（39条）。もっとも、同じ裁判官の下で訴訟を行うのであり、証拠から得られた裁判官の心証はひとつなので、共同訴訟人の一人が提出した証拠は他の共同訴訟人の主張する事実の認定にも利用できると考えられている（通説・判例）。これを、証拠共通の原則という。

## 必要的共同訴訟
判決が各共同訴訟人ごとに別々になることが許されず、合一確定が要求されることから、必ず共同訴訟によらなければならない訴訟形態（40条）。これには、合一確定の必要性が強調される類似必要的共同訴訟と、合一確定の必要性に加えて関連する者全員の関与を要求して手続保障を要求する固有必要的共同訴訟がある。

### 固有必要的共同訴訟
共同訴訟にすることが法律上強制され、合一確定しなければならない訴訟形態。
例えば、土地を共有しているA・B・Cがその共有地について、現在土地の登記名義人になっている者Dに対して、共有権確認と移転登記請求をする場合は、共有者全員が原告とならなければならない。別々に訴訟をすることを認めると、AとBにとっては3者の共有権が認められるが、CにとってはDが所有権者となるという法律上矛盾した判決がなされるおそれがあるからである。
通説は、管理処分権を基準として固有必要的共同訴訟が要求される範囲を決する。しかしこれを厳密に貫くなら、被告が多数の場合には原告が全ての被告を探し出して訴えなければならなくなり、また明らかに争うつもりのない被告にさえ訴えを提起しなければならなくなる。また原告が多数の場合、原告の足並みが揃わなければ訴えを提起できなくなるという問題が生じる。
そこで判例は、実体法上単独でも処分できる権利である場合（保存行為等）や不可分債務の理論を用いて固有必要的共同訴訟の範囲を制限する解釈を行う。
たとえば、上記の例でいうなら、土地の共有持分を各自が確認する共有持分の確認につき、単独で訴えを提起できる。また、Dに対して登記を抹消する請求を提起することは、保存行為として各自なしうる。一方、たとえばDの側がABCに土地明渡請求をなす場合、ABは協力的だがCだけが非協力的だという場合について、ABCの全員を訴える必要はなく、Cのみを訴えれば足りる。

### 類似必要的共同訴訟
共同訴訟とすることは強制されず、単独で訴えの提起をすることも許されるが、共同訴訟とする場合は必ず合一確定しなければならない訴訟形態。関係者全員の参加を強制する必要はないが、合一確定の必要性が求められる場合である。
例えば、株式会社における株主総会決議取消の訴えは、株主全員で訴えをする必要はなく、単独株主権として株主が単独で会社を訴えることは認められているが、株主AとBといった複数の株主が同じ決議の取消を求める場合は共同訴訟によらなければならない。これは、別々に訴訟をすることを認めると、同じ株主総会の決議なのに株主Aの訴訟では決議が取り消されたのに対して、株主Bの訴訟では決議は取り消されないという矛盾した判決がなされるおそれがあり、対世効が認められる判決にはそのような矛盾は許されないからである。

## 通常共同訴訟における共同訴訟人の孤立化
問題となるケースは、通常共同訴訟における以下のような場合である。
XがYに100万円を貸付け、Zがこれを保証した。しかし返済期日になってもYがXに弁済をしないので、XはYZに対し貸金返還請求等を提起した。
このようなケースにおいて、YZの訴訟上の対応如何によっては弁論が分離され、そのうえ出される判決が実体法上相矛盾する場合が現われる。たとえば、XZ間では債務の存在が認められたのに、XY間では認められなかったなどの事態が生じうる。
むろん、こうした事態につき、民事訴訟法上は私権の処分を当事者に任せているのだから、実体法上矛盾するような判断であっても、当事者の訴訟追行の結果として是認してよいという考え方もありうる。しかし、ことにこのケースの場合のように、後に求償関係が発生するような場合においては、混乱を防ぐためにも何らかの措置を講じる必要性がある。
こうした問題を解決するための理論はいくつかある。
まず、法律上の利益が存する場合には当然の補助参加人の関係が発生するという理論が唱えられる。当然の補助参加人となることにより、当事者間で不利となるような訴訟追行の効果が否定され、有利な効果は残存し、結果上訴再審についても全て当事者間で合一確定がはかられるようになるというわけである。
また、そこまでいかなくとも、共同訴訟人独立の原則を若干後退させ、積極的に共同訴訟人の訴訟追行を否定するような訴訟追行をしない限り、当然に共同訴訟人の訴訟行為は援用されるという見解も存在する。ただしこの見解は、一つの審級の審理の中における、共同訴訟人独立の原則についてこれを緩和しようというものであるから、共同訴訟人の一方が上訴してもう一方が上訴しなかったような場合には、結論の矛盾が生じうる余地がある。
これらの理論は通説となるまでには至っていないが、通説でも、訴訟指揮として釈明権を行使し、共同訴訟人の訴訟行為の援用をするかどうかを促すなどすることが望ましいとされている。

## 同時審判の申出がある共同訴訟
共同被告の一方に対する訴訟の目的である権利と、他方に対する訴訟の目的である権利とが法律上併存し得ない関係にある場合において、従来より主観的予備的併合を認めるか、学説上議論されていた。そこで、平成8年の法改正時に、このような状態における弁論及び裁判の分離を禁止する申出を認める条文が創設された（同時審判の申出、41条）。